# Coolkyousinnjya
Coolkyousinnjya (クール教信者 Kūrukyōshinja?) es un mangaka japonés conocido por las series Kobayashi-san Chi no Maid Dragon, Danna ga Nani o Itteiru ka Wakaranai Ken y Komori-san wa Kotowarenai!.

## Historia
En 2011, Coolkyousinnjya publicó el primer volumen de Danna ga Nani o Itteiru ka Wakaranai Ken. Una adaptación al anime de la serie producida por Seven salió al aire de octubre a diciembre de 2014, con una segunda temporada al aire de abril a junio de 2015.
En abril de 2012, Coolkyousinnjya lanzó el primer capítulo de Komori-san wa Kotowarenai!. Una adaptación al anime producida por el estudio Artland se emitió de octubre a diciembre de 2015.
El 10 de mayo de 2014, se publicó el primer volumen de Kobayashi-san Chi no Maid Dragon en japonés, y el primer volumen en inglés se publicó el 18 de octubre de 2016. Hasta el momento se han publicado 15 volúmenes de manga de esta serie. Kobayashi-san Chi no Maid Dragon también tiene cuatro series derivadas, incluyendo Kobayashi-san Chi no Maid Dragon: Kanna no Nichijō y Kobayashi-san Chi no Maid Dragon: Elma OL Nikki. Kobayashi-san Chi no Maid Dragon tiene más de 1.2 millones de copias impresas en todo el mundo hasta febrero de 2018. Recibió una adaptación al anime producida por el estudio Kyoto Animation a principios de 2017, con una segunda temporada al aire en 2021.
Coolkyousinnjya también está escribiendo Peach Boy Riverside e ilustrando Heion Sedai no Idaten-tachi, y ambos tuvieron un estreno de adaptaciones de anime en julio de 2021.